# Anàlisi de Fourier

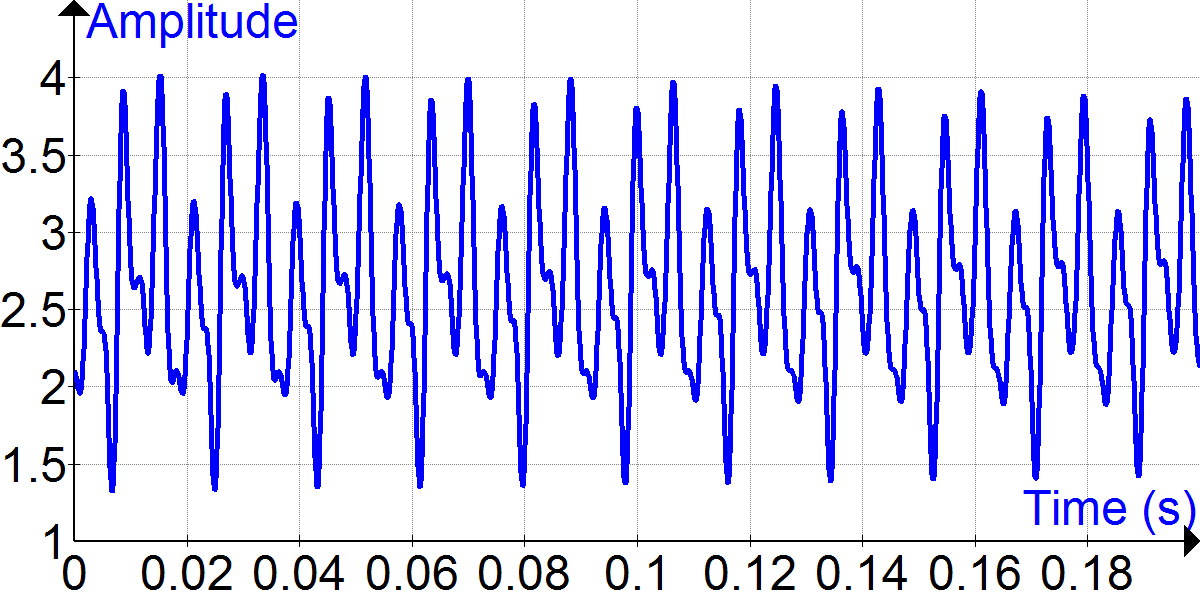
Senyal temporal d'un baix elèctric de la corda La (55 Hz).

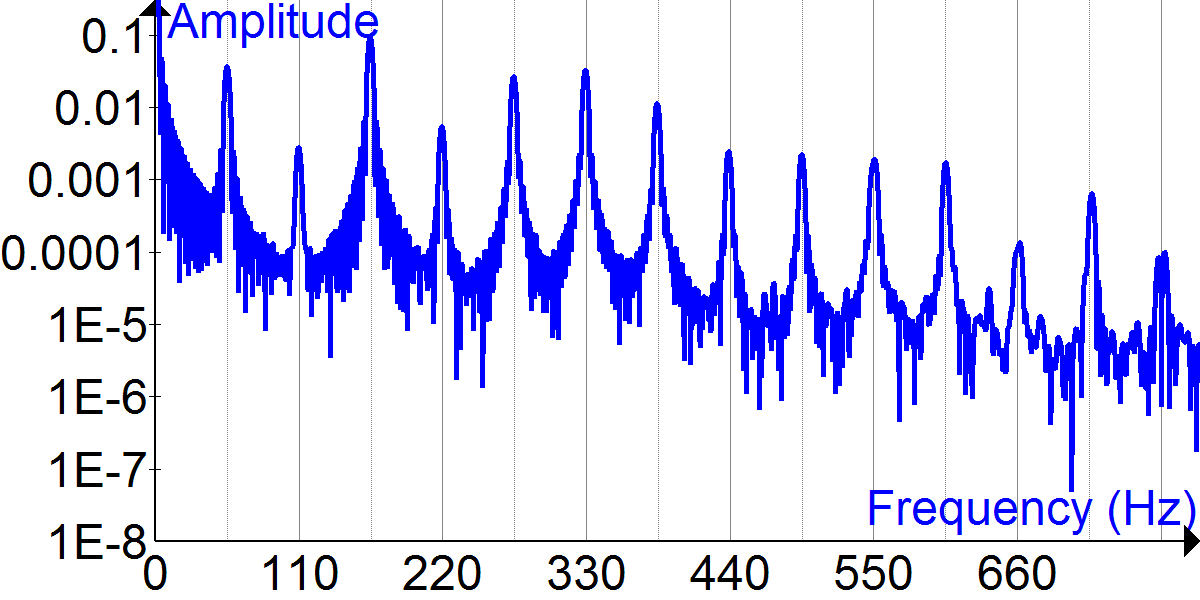
Transformada de Fourier de la senyal temporal d'un ubaix elèctric de la corda A (55 Hz).L'anàlisi de Fourier revela els components oscil·latoris de senyals i funcions.

En matemàtiques, l'anàlisi de Fourier (/ˈfʊrieɪ, -iər/) és l'estudi de la forma com una funció general es pot representar o aproximar a partir de sumes o de funcions trigonomètriques més simples. L'anàlisi de Fourier va sorgir de l'estudi de les sèries de Fourier, i du el nom de Joseph Fourier, que va demostrar que representar una funció com a sumatori de funcions trigonomètriques simplifica en gran manera l'estudi de la transmissió tèrmica.
Avui en dia, el tema de l'anàlisi de Fourier engloba una vast espectre de les matemàtiques. En les ciències i en enginyeria, s'anomena sovint anàlisi de Fourier al procés de descompondre una funció en components oscil·latoris, mentre que l'operació de reconstruir una funció a partir d'aquestes peces és conegut com síntesi de Fourier. Per exemple, determinar quin component freqüencials són presents en una nota musical implica calcular la transformada de Fourier d'una nota musical. Es pot, doncs, resintetitzar el mateix so incloent els components freqüencials com es revelen en l'anàlisi de Fourier. En matemàtiques, el terme anàlisi de Fourier sovint fa referència a l'estudi de totes dues operacions.
El procés de descomposició en si s'anomena transformació de Fourier. Al seu resultat, la transformada de Fourier, sovint se li dona un nom més específic, que depèn del domini i d'altres propietats de la funció que es transforma. A més, el concepte original de l'anàlisi de Fourier s'ha estès al llarg del temps per ser aplicat a situacions cada vegada més abstractes i generals, i el camp general és sovint anomenat anàlisi harmònica. Cada transformació utilitzada en l'ànalisi té la seva corresponent transformada inversa que pot ser utilitzada en la síntesi.

## Aplicacions
L'anàlisi de Fourier té moltes aplicacions científiques – en física, en equacions diferencials en derivades parcials, en teoria de nombres, en combinatòria, en processament de senyals, en processament digital d'imatges, en teoria de la probabilitat, en estadística, en ciències forenses, en valoració d'opcions, en criptografia, en anàlisi numèrica, en acústica, en oceanografia, en sonars, en òptica, en difracció, en geometria, en anàlisi de l'estructura de les proteïnes, entre d'altres.
Aquesta àmplia aplciabilitat rau en moltes propietats útils de les transformades:
- Les transformades són aplicacions lineals i, mitjançant una certa normalització, són també unitàries (una propietat que sovint és coneguda com teorema de Parseval o, de forma més general, com el teorema de Plancherel, i més generalment mitjançant la dualitat de Pontryagin).[1]
- Les transformades són sovint invertibles.
- Les funcions exponencials són funcions pròpies (o autofuncions) de la diferenciació, la qual cosa significa que aquesta representació transforma equacions diferencials ordinàries amb coeficients constants en equacions algebraïques ordinàries.[2] Per tant, es pot analitzar el comportament d'un sistema lineal i invariant al temps en cada freqüència de forma independent.
- A través del teorema de convolució, les transformades de Fourier transformen la complexa operació de la convolució en una simple multiplicació. Això proporciona una manera eficient de calcular operacions basades en la convolució com ara la multiplicació polinòmica i de la multiplicar grans nombres.[3]
- Es pot avaluar ràpidament la versió discreta de la transformada de Fourier (vegeu més avall) en ordinadors usant l'algorisme de la transformada ràpida de Fourier (FFT, per les seves sigles en anglès).[4]

En ciències forenses, els espectrofotòmetres infra-rojos dels laboratoris utilitzen l'anàlisi de la transformada de Fourier per mesurar les longituds d'ona de la llum dins de l'espectre infra-roig que un material absorbeix. S'utilitza el mètode FT per descodificar les senyals mesurades i obtenir les dades de longitud d'ona. I, utilitzant un ordinar, aquèsts càlculs de Fourier es fan ràpidament; així, en qüestió de segons, un instrument operat amb un ordinador pot produir un patró d'absorció infra-roja comparable al de l'instrument.
La transformada de Fourier també és útil com a representació compacta d'una senyal. Per exemple, la compressió JPEG utilitza una variant de la transformada de Fourier (transformada cosinus discreta) de trossos quadrats petits de la imatge digital. Els components de Fourier de cada quadrat són arrodonits a una precisió més baixa, i els components baixos s'eliminen completament, de tal manera que els components restants es poden emmagatzemar més compactament. En la reconstrucció de la imatge, cada imatge és reagrupada a partir de les components aproximades restants de la transformada de Fourier, que se'ls aplica la transformada inversa per produir l'aprosimació de la imatge original.

### Aplicacions en processament de senyals
En el processament de senyals, com ara d'àudio, d'ones de ràdio, ones de llum, ones sísmiques, o fins i tot imatges, l'ànalisi de Fourier pot aïllar components d'amplada de banda estreta d'una ona composta, i detectar-les o eliminar-les més fàcilment. Una àmplia família de tècniques de processament de senyals estan basades en fer la transformada de Fourier de la senyal, manipular-la posteriorment de forma simple i finalment invertint la transformada.
Alguns d'aquests exemples són:
- L'equalització de gravacions d'àudio a través d'una sèrie de filtres passabanda;
- La recepció digital de ràdio sense un circuit superheterodí, com en els mòbils moderns o en els escàners de ràdio;
- El processament d'imatges, per treure artifacts periòdics o anisotròpics com els dentats del vídeo entrellaçat, o els patrons ondulatoris de les interferències electromagnètiques en les càmeres digitals;
- La correlació creuada d'imatges similars per l'aliniament;
- La cristal·lografia de raigs X per reconstruir una estructura de cristall a partir del seu patró de difracció;
- L'espectrometria de ressonància ciclotrònica per transformada de Fourier per determinar la massa de ions a partir de les freqüències del moviment dels ciclotrons en un camp magnètic;
- Moltes altres formes d'espectroscopia, com ara l'infra-roja i l'espectroscopia de ressonància magnètica nuclear;
- La generació d'espectrogrames de so utilitzats en la seva anàlisi;
- El sonar passiu, utilitzat per classificar els objectius basant-se en el soroll de màquina.

## Variants de l'anàlisi de Fourier

Una transformada de Fourier i 3 variacions obtingudes amb mostratge periòdic (amb interval T) i/o sumatori periòdic (amb interval P) d'una funció en el domini temporal. La facilitat relativa de la computació de la DFT (transformada discreta de Fourier) així com la informació que proporciona en S( f ) fan que sigui una eina popular en l'anàlisi.

### Transformada (contínua) de Fourier
Molt sovint, el terme transformada de Fourier fa referència a la transformada de funcions en el domini continu dels nombres reals, que produeix una funció contínua en freqüència, coneguda com la distribució freqüencial. Una funció és transformada en una altra, i l'operador és reversible. Quan el domini de la funció d'entrada (input) és el temps (t), i el domini de la funció de sortida (output) és la freqüència ordinària, la transformada de al funció s(t) a la freqüència f ve donada pel nombre complex:
{\displaystyle S(f)=\int _{-\infty }^{\infty }s(t)\cdot e^{-i2\pi ft}\,dt.}
Avaluant aquesta quantitat pels valor de f produeix la funció en el domini freqüencial. Llavors es pot representar s(t) com una recombinació d'exponencials complexes de totes les freqüències possibles:
{\displaystyle s(t)=\int _{-\infty }^{\infty }S(f)\cdot e^{i2\pi ft}\,df,}
que és la fórmula de la transformada inversa. El nombre complex, S( f ), transmet tant l'amplitud com la fase a la freqüència f.
Vegeu transformada de Fourier per més informació.

### Sèrie de Fourier
La transformada de Fourier d'una funció periòdica, sP(t), amb període P, esdevé una funció pinta de Dirac, modulada per una seqüència de coeficients complexes:
{\displaystyle S[k]={\frac {1}{P}}\int _{P}s_{P}(t)\cdot e^{-i2\pi {\frac {k}{P}}t}\,dt,\quad k\in \mathbb {Z} ,}     (on ∫P és la integral en l'interval de longitud P).
La transformada inversa, anomenada sèrie de Fourier, és una representació de sP(t) en termes d'un sumatori d'un nombre potencialment infinit de sinusoïdes harmònicament relacionades o de funcions exponencials complexes, cadascuna d'elles amb la seva amplitud i fase, especificades per un dels coeficients:
{\displaystyle s_{P}(t)\ \ =\ \ {\mathcal {F}}^{-1}\left\{\sum _{k=-\infty }^{+\infty }S[k]\,\delta \left(f-{\frac {k}{P}}\right)\right\}\ \ =\ \ \sum _{k=-\infty }^{\infty }S[k]\cdot e^{i2\pi {\frac {k}{P}}t}.}
Es pot expressar qualsevol sP(t) com un sumatori periòdic d'una altra funció, s(t):
{\displaystyle s_{P}(t)\,\triangleq \,\sum _{m=-\infty }^{\infty }s(t-mP),}
i els coeficients són proporcionals a mostres de S( f ) en intervals discrets de 1P:
{\displaystyle S[k]={\frac {1}{P}}\cdot S\left({\frac {k}{P}}\right).}
Noti's que en el sumatori periòdic es pot utilitzar qualsevol s(t) la transformada de la qual tingui els mateixos valors discrets de mostreig. Una condició suficient per recuperar s(t) (i, per tant S( f )) a partir d'aquestes mostres només (és a dir, a partir de la sèrie de Fourier) és que la porció no-zero de s(t) estigui confinada en un interval conegut de duració P, que és el domini freqüencial dual del teorema de mostratge de Nyquist-Shannon.

### Transformada de Fourier de senyal discret
La DTFT és el dual matemàtic de la sèrie de Fourier en el domini temporal. Així, es pot representar com a sèrie de Fourier un sumatori periòdic convergent en el domini freqüencial, que tindrà com a coeficients mostres d'una funció relacionada contínua en el temps:
{\displaystyle S_{\frac {1}{T}}(f)\ \triangleq \ \underbrace {\sum _{k=-\infty }^{\infty }S\left(f-{\frac {k}{T}}\right)\equiv \overbrace {\sum _{n=-\infty }^{\infty }s[n]\cdot e^{-i2\pi fnT}} ^{\text{sèrie de Fourier (DTFT)}}} _{\text{fórmula del sumatori de Poisson}}={\mathcal {F}}\left\{\sum _{n=-\infty }^{\infty }s[n]\ \delta (t-nT)\right\},\,}
que és coneguda com DTFT. Llavors la DTFT de la seqüència s[n] és també la transformada de Fourier de la funció pinta de Dirac modulada.
Els coeficients de la sèrie de Fourier (i la transformada inversa) estan definits com:ç
{\displaystyle s[n]\ \triangleq \ T\int _{\frac {1}{T}}S_{\frac {1}{T}}(f)\cdot e^{i2\pi fnT}\,df=T\underbrace {\int _{-\infty }^{\infty }S(f)\cdot e^{i2\pi fnT}\,df} _{\triangleq \,s(nT)}.}
El paràmetre T correspon a l'interval de mostratge, i ara es pot reconèixer aquesta sèrie de Fourier com una forma de fórmula del sumatori de Poisson. El resultat que segueix és que quan una seqüència discreta de dades, s[n], és proporcional a mostres d'una funció contínua subjacent, s(t), es pot observar un sumatori periòdic de la transformada contínua de Fourier, S( f ). Noti's que qualsevol s(t) amb els mateixos valors de mostratge discret produeix la mateixa DTFT  Però sota una certes condicions es pot, teòricament, recuperar S( f ) i s(t) de forma exacta. Una condició suficient per a la recuperació perfecta és que la porció (no-nul·la) de S( f ) estigui confinada en un interval freqüencial d'amplada 1T. Quan l'interval és [−12T, 12T], la fórmula aplicable de reconstrucció és la fórmula d'interpolació de Whittaker–Shannon. Aquesta és la pedra angular del processament de senyals digitals.
Una altra raó d'interès de S1/T( f ) és que sovint proporciona informació sobre la quantitat d'aliàsing causat pel procés de mostratge.

### Transformada discreta de Fourier
De forma similar a la sèrie de Fourier, la DTFT d'una seqüència periòdica, sN[n], amb període N, es converteix en una funció pinta de Dirac, modulada per una seqüència de coeficients complexos:
{\displaystyle S[k]=\sum _{n}s_{N}[n]\cdot e^{-i2\pi {\frac {k}{N}}n},\quad k\in \mathbb {Z} ,}     (on ∑n és el sumatori al llarg de qualsevol seqüència de longitud N).
La seqüència S[k] és el que es coneix normalment com la DFT d'un cicle de sN. És també N-periòdica, així doncs mai no cal calcula més de N coeficients (1 cicle). La transformada inversa, també coneguda com a sèrie discreta de Fourier, ve donada per:
{\displaystyle s_{N}[n]={\frac {1}{N}}\sum _{k}S[k]\cdot e^{i2\pi {\frac {n}{N}}k},}   on ∑k és el sumatori de qualsevol seqüència de longitud N.
Quan s'expressa sN[n] com a sumatori periòdic d'una altra funció:
{\displaystyle s_{N}[n]\,\triangleq \,\sum _{m=-\infty }^{\infty }s[n-mN],}   and   {\displaystyle s[n]\,\triangleq \,s(nT),}
els coeficients són proporcionals a les mostres de S1/T( f ) en intervals discrets de 1P = 1NT:
{\displaystyle S[k]={\frac {1}{T}}\cdot S_{\frac {1}{T}}\left({\frac {k}{P}}\right).}
En canvi, quan es vol calcular un nombre arbitrari (N) de mostres discretes d'un cicle d'una DTFT contínua, S1/T( f ), es pot fer calculant la (relativament simple) DFT de sN[n], com s'ha definit més amunut. En la majoria dels casos, es tria N igual a la longitud de la porció (no nul·la) de s[n]. Augmentar N, mètode conegut com zero-padding o interpolació, fa que les mostres estiguin més espaiades en un cicle de S1/T( f ). Disminuir N, causa un solapament (suma) en el domini temporal (anàleg a l'aliàsing, solapament en freqüència), que correspon al submostratge en el domini freqüencial. En la majoria de casos que tenen interès pràctic, la seqüència s[n] representa una seqüència més llarga que ha estat truncada per l'aplicació d'una funció finestra de longitud finita o d'un filtre FIR.
Es pot calcular la DFT utilitzant un algorisme de transformada ràpida de Fourier (FFT, per les seves sigles en anglès), que fa que sigui una transformació pràctica i important en computació.

### Resum
Per a funcions periòdiques, tant la transformada de Fourier com la DTFT consten d'un conjunt discret de components freqüencials (sèrie de Fourier), i les transformades divergeixen en aquestes freqüències. Una pràctica habitual és resoldre aquesta divergència amb funcions delta de Dirac i pinta de Dirac. No obstant això, a partir de només un cicle de la funció periòdica es pot extreure la mateixa informació espectral, ja que en tots els cicles la funció és idèntica. Similarment, es poden representar en forma de sèrie de Fourier funcions que tenen una duració finita, sense pèrdua real d'informació més enllà del fet que la periodicitat de la transformada inversa és un mer constructe.
En la pràctica, és habitual que la durada de s(•) estigui limitada al període, P o N. Però per a les fórmules que es mostren a continuació no cal aquesta condició.
|            | Freqüència contínua                                                                      | Freqüència discreta |
| ---------- | ---------------------------------------------------------------------------------------- | --- |
| Transforma | {\displaystyle S(f)\,\triangleq \,\int _{-\infty }^{\infty }s(t)\cdot e^{-i2\pi ft}\,dt} | {\displaystyle \overbrace {{\frac {1}{P}}\cdot S\left({\frac {k}{P}}\right)} ^{S[k]}\,\triangleq \,{\frac {1}{P}}\int _{-\infty }^{\infty }s(t)\cdot e^{-i2\pi {\frac {k}{P}}t}\,dt\equiv {\frac {1}{P}}\int _{P}s_{P}(t)\cdot e^{-i2\pi {\frac {k}{P}}t}\,dt} |
| Inversa    | {\displaystyle s(t)=\int _{-\infty }^{\infty }S(f)\cdot e^{i2\pi ft}\,df}                | {\displaystyle \underbrace {s_{P}(t)=\sum _{k=-\infty }^{\infty }S[k]\cdot e^{i2\pi {\frac {k}{P}}t}} _{\text{fórmula del sumatori de Poisson (sèrie de Fourier)}}\,}                                                                                          |

|              | Freqüència contínua | Freqüència discreta |
| ------------ | --- | --- |
| Transformada | {\displaystyle \underbrace {{\frac {1}{T}}S_{\frac {1}{T}}(f)\,\triangleq \,\sum _{n=-\infty }^{\infty }s(nT)\cdot e^{-i2\pi fnT}} _{\text{fórmula del sumatori de Poisson (DTFT)}}} | {\displaystyle {\begin{aligned}\overbrace {{\frac {1}{T}}S_{\frac {1}{T}}\left({\frac {k}{NT}}\right)} ^{S[k]}\,&\triangleq \,\sum _{n=-\infty }^{\infty }s(nT)\cdot e^{-i2\pi {\frac {kn}{N}}}\\&\equiv \underbrace {\sum _{n}s_{P}(nT)\cdot e^{-i2\pi {\frac {kn}{N}}}} _{\text{DFT}}\,\end{aligned}}} |
| Inversa      | {\displaystyle s(nT)=T\int _{\frac {1}{T}}{\frac {1}{T}}S_{\frac {1}{T}}(f)\cdot e^{i2\pi fnT}\,df} {\displaystyle \sum _{n=-\infty }^{\infty }s(nT)\cdot \delta (t-nT)=\underbrace {\int _{-\infty }^{\infty }{\frac {1}{T}}\ S_{\frac {1}{T}}(f)\cdot e^{i2\pi ft}\,df} _{\text{transformada inversa de Fourier}}\,} | {\displaystyle {\begin{aligned}s_{P}(nT)&=\overbrace {{\frac {1}{N}}\sum _{k}S[k]\cdot e^{i2\pi {\frac {kn}{N}}}} ^{\text{inverse DFT}}\\&={\tfrac {1}{P}}\sum _{k}S_{\frac {1}{T}}\left({\frac {k}{P}}\right)\cdot e^{i2\pi {\frac {kn}{N}}}\end{aligned}}}                                             |

## Història
Una forma primerenca de sèrie harmònica va aparèixer en les matemàtiques de Babilònia, en què eren usades per calcular efemèrides (taules de posicions astronòmiques).
El conceptes grecs clàssics de deferents i epicicles en el sistema ptolemaic d'astronomia estaen relacionades amb les sèries de Fourier.
En l'època moderna, Alexis Clairaut va utilitzar variants de la transformada discreta de Fourier l'any 1754 per calcular una òrbita, en el que s'ha considerat l'ha primera fórmula de la DFT, i l'any 1759 la va utilitzar Joseph Louis Lagrange per calcular els coeficients de sèries trigonomètriques d'una corda en vibració. Tècnicament, l'obra de Clairaut només es basava en sèries de cosinus (una espècie de transformada cosinus discreta), mentre que l'obra de Lagrange es basava en sèries de només sinus (una forma de transformada sinus discreta). L'any 1805, Gauß va utilitzar una sèrie de sinus i cosinus en una interpolació trigonomètrica d'òrbites d'asteroides.
Euler i Lagrange van discretitzar el domini en el problema de la corda en vibració, usant el que avui s'anomenaria mostratge.
Un primer desenvolupament modern cap a l'anàlisi de Fourier va ser l'articles de 1770 Réflexions sur la résolution algébrique des équations (Reflexions sobre la resolució algebraica d'equacions) de Lagrange, que en el mètodes dels resolvents de Lagrange utilitzava una descomposició complexa de Fourier per estudiar la solució d'una cúbica.
Lagrange va transformada les arrels x1, x₂, x₃ en els resolvents:
{\displaystyle {\begin{aligned}r_{1}&=x_{1}+x_{2}+x_{3}\\r_{2}&=x_{1}+\zeta x_{2}+\zeta ^{2}x_{3}\\r_{3}&=x_{1}+\zeta ^{2}x_{2}+\zeta x_{3}\end{aligned}}}
on ζ és una arrel cúbica de la unitat, que és la DFT d'ordre 3.
Uns quants autors, notablement Jean le Rond d'Alembert i Carl Friedrich Gauß van utilitzar sèries trigonomètriques per estudiar l'equació de la calor, però el desenvolupament més revolucionari va ser l'article de 1807 Mémoire sur la propagation de la chaleur dans les corps solides (Disseració sobre la propagació de la calor en cossos sòlids) de Joseph Fourier, que va tenir com a principal aportació el modelatge de totes les funcions en sèries trigonomètriques i va introduir les sèries de Fourier.
Els historiadors de les matemàtiques discuteixen fins a quin punt Lagrange i altres matemàics van fer aportacions clau en el desenvolupament de la teoria de Fourier: Daniel Bernoulli i Leonhard Euler havien introduït representacions trigonomètriques de funcions, i Lagrange va donar la oslució en sèries de Fourier de l'equació d'ones. Així doncs, la contribució de Fourier va ser principalment afirmar que es pot representar una funció arbitrària en forma de sèrie de Fourier.
El desenvolupament posterior del camp és conegut com anàlisi harmònica, i és també un dels primers exemples de teoria de la representació.
El primer algorisme de transformada ràpida de Fourier (FFT per les seves sigles en anglès) per la DFT va ser creat al voltant de l'any 1805 per Carl Friedrich Gauß per interpolar mesures de les òrbites dels asteroides (3) Juno i (2) Pal·les, tot i que aquest algorisme d'FFT en particular és sovint atribuït als seus redescobridors moderns Cooley i Tukey.